# Фатыхов, Салим Галимович
Сали́м Гали́мович Фаты́хов (тат. Səlim Ğalim uğlı Fatıyxov, Сәлим Галим улы Фатыйхов; 4 июля 1947, Магнитогорск) — российский общественный деятель, журналист, доктор культурологии, поэт, прозаик, автор двенадцати книг. Член Союза писателей России, Союза журналистов России. Профессор Челябинского государственного института культуры (ранее Челябинская Государственная академия культуры и искусства). По национальности — татарин.

## Биография
- 1947, 4 июля — родился в г. Магнитогорске.[1]
- 1966 — окончил Миасский геологоразведочный техникум.[1]
- работал в геологоразведочных партиях на Таймыре, Северном Урале, в Южном Казахстане.[1]
- 1966—1969 — служба на Тихоокеанском флоте.[1]
- 1969—1971 — литературный сотрудник газеты «Магнитогорский рабочий».[1]
- 1973—1977 — окончил Магнитогорский государственный педагогический институт.[1]
- 1973—1980 — заведующий отделом, заместитель главного редактора газеты «Индустриальный Навои» (Узбекистан).
- 1977 — принят в Союз журналистов СССР.[1]
- 1980—1982 — учёба на факультете журналистики в Высшей партийной школе (Ташкент).[1]
- 1982—1986 — работник областного комитета КПСС в г. Навои (Узбекистан).[1]
- 1984— принят в Союз писателей СССР.[1]
- 1986—1988 — главный редактор газеты «Знамя дружбы» (г. Навои, Узбекистан).[1]
- 1988—1991 — зав. сектором оперативного анализа и прогнозирования орготдела ЦК коммунистической партии Узбекистана.[1]
- 1992—1993 — заместитель главного редактора газеты «Правда Востока» (Ташкент).[1]
- 1993—1995 — руководитель пресс-центра Магнитогорского государственного педагогического института.[1]
- 1994 — собственный корреспондент газеты «Рабочая трибуна» в Магнитогорске[1].
- 1995—1997 — главный редактор городской газеты «Русский дом» (Магнитогорск).[1]
- 1997—2001 — помощник губернатора Челябинской области, начальник информационно-аналитического управления областной администрации.[1]
- 2001—2005 — пресс-секретарь губернатора Челябинской области П. Сумина.[1]
- 2005—2010 — заместитель руководителя Администрации Губернатора Челябинской области, начальник центра «Оперативного анализа и прогнозирования».[1]
- с 2010 года до сентября 2019 года преподавал в Челябинском государственном институте культуры (ранее Челябинская Государственная академия культуры и искусства).

## Литературная деятельность
Стихи Салима Фатыхова печатались во флотской газете «Боевая вахта», в журнале «Советский воин», в коллективных сборниках СССР, в журналах России и Узбекистана, в магнитогорских газетах. Он автор двенадцати книг, вышедших в России и Узбекистане.

### Книги
- 1981 — «Чайки пустыни» (стихи). — Ташкент, «Ёш гвардия», 37 с. Тираж: 10 000 экз.
- 1986 — «Минуты бесконечности», кассетный сборник стихотворений в коллективном издании «Созвучие» (Ташкент, 1986 г. Изд-во «Ёш гвардия»). Тираж: 5 000 экз.
- 2000 — «История женщины (этнокультурная ретроспектива)». — Екатеринбург, «Банк культурной информации», 464 с. Тираж: 3000 экз. — ISBN 5-7851-0281-1.
- 2004 — «Расслоенное время» (стихи). — Екатеринбург, «Банк культурной информации», 126 с. Тираж: 500 экз. — ISBN 5-7851-0526-8.
- 2004 — «Мировая история женщины: опыт сравнительной фактографии». — Екатеринбург, «Банк культурной информации», 792 с. Тираж: 3000 экз. — ISBN 5-7851-0483-0.
- 2008 — «Мировая история женщины: хроно-культурологическое и фактографическое осмысление» (второе, исправленное и дополненное издание). — Екатеринбург, «Банк культурной информации», 944 с. Тираж: 3000 экз. — ISBN 978-5-7851-0653-6.
- 2009 — «Новая археология матриархата» (Социокультурный анализ реликтов): монография [Текст] / С. Г. Фатыхов; Челябинская государственная академия культуры и искусств; науч. ред. В. С. Цукерман. — Челябинск: ЧГАКИ, 2009. — 252 с.; ил. (17,25 п.л.). — ISBN 5-7114-0341-9 (978-5-7114-0341-8).
- 2013 — «Память о предках — бессмертие человека» (Родословная и генетическая история семьи Фатыховых). — Челябинск — Казань — Магнитогорск: «Магнитогорский Дом печати». — Тираж 300 экз. — ISBN 978-5-7114-0431-6.
- 2014 — «Мгновения бытия…» (Неопубликованная проза 60-х и середины 70-х годов) / Салим Фатыхов; — Челябинск ; Екатеринбург : [б. и.], 2014 (Магнитогорск : Магнитогорский Дом печати). — 182 с. — Тираж 300 экз. — ISBN 978-5-7114-0485-9.
- 2017 — «Открывая тайны веков» (Научно-популярные статьи и краеведческие очерки) / Салим Фатыхов; Челяб. гос. ин-т культуры; ред. В. Я. Рушанин; техн. ред. С. И. Недвига. — Магнитогорск: Магнитогорский Дом печати, 2017. — [200] с.; ил. Тираж: 300 экз. ISBN 978-5-94839-596-8.
- 2017 — «Дихотомия сердца» (Поэтизированные рефлексии разных лет) / Салим Фатыхов; — Челябинск, 2017. — 184 с.: ил. Тираж: 300 экз. ISBN 978-5-94839-597-5.
- 2019 — «Прерывистые волны памяти… (Сохранившиеся и реконструированные дневниковые записи с поэтическими рефлексиями автора)» / Салим Фатыхов; — Челяб. гос. ин-т культуры, 2019. — 304 с. ил. — Тираж 250 экз. ISBN 978-5-7114-0657-0.

Звания, ученые степени:
- Заслуженный работник культуры РФ (2002 г.)
- Кандидат культурологии (2006 г.)
- Доктор культурологии (2011 г.)
- Член Союза журналистов СССР (с 1977 г.)
- Член Союза писателей СССР (с 1984 г.)

Награды
- Звание «Заслуженный работник культуры Российской Федерации»;
- Знак отличия «За заслуги перед Челябинской областью»;
- Серебряная медаль (РАЕН) им. Е. Дашковой;
- Почетный Крест «За заслуги перед наукой» (РАЕН, за книгу «Мировая история женщины», 1-е и 2-е издания);
- Почетный Знак Госкомитета РФ по физической культуре, спорту и туризму «За заслуги в развитии физической культуры и спорта» (2002 г);
- Медаль «За заслуги в проведении Всероссийской переписи населения» (Указ Президента Российской Федерации от 22 октября 2003 г.);
- Знак почета Челябинского областного студенческого отряда;
- Медаль «В память 1000-летия Казани» (Указ Президента Российской Федерации от 30 июня 2005 г.);
- Памятный знак в честь 60-летия общества «Знание» России (2007 г.).
- Премия «Урал Полярный — Урал Промышленный»;
- Медаль «За заслуги перед литературой» (Ассоциация уральских писателей);
- Всероссийская премия им. Мамина-Сибиряка.
- Нагрудный знак «Лауреат литературной премии Корпорации развития „Урал промышленный — Урал Полярный“».
- Нагрудный знак «Лауреат литературной премии Уральского федерального округа».
- Диплом лауреата VI Международной открытой Южно-Уральской литературной премии в номинации «Золотой фонд» (2018 г.).
- Диплом имени И. А. Бунина «За верность отечественной литературе» с вручением медали «И. А. Бунин (1870—1953)» — Московская городская организация Союза писателей России.

Сфера научных и литературных интересов:
Мировая история женщины, антропосоцио-и культурогенез, доисторическая археология, история семьи, первобытное изобразительное искусство, религиозные верования, культурная и социальная антропология, художественное творчество (поэзия, проза).

### Научные публикации
В журналах ВАК и в приравненных к ним изданиях:
- Фатыхов, С.Г. О роли женщины в происхождении разума [Текст] / С. Г. Фатыхов // Социум и власть. — Уральская акад. гос. службы, НП «Институт развития города». — 2004. — № 4. — С. 82-86 (0,4 п.л.).
- Фатыхов, С. Г. Миф и магия как социальная предпосылка религиозности [Текст] / С. Г. Фатыхов // Социум и власть. — Уральская акад. госуд. службы, НП «Институт развития города». — 2005. — №.1. — С. 96-100 (0,4 п.л.).
- Фатыхов, С. Г. Фетишизация и трансформация в женские божества матерей-прародительниц [Текст] / С. Г. Фатыхов. — Вестник Челяб. госуд. акад. культуры и искусств. — 2005. — № 2 (8). — С. 157—164 (0,4 п.л.).
- Фатыхов, С. Г. Матриархальная семантика каменной графики неолита / С. Г. Фатыхов // Вестник Челябинской государственной академии культуры и искусств. — 2006. — № 1 (9). — С. 49-53. — Библиогр.: 12 назв.
- Фатыхов, С. Г. Реликты матриархально-матрифеноменных технологий жизни и быта [Текст] / С. Г. Фатыхов // Вестник МГУКИ. — 2009, № 3 (29). — С. 46-51 (0,6 п.л.).
- Фатыхов, С. Г. Межпоколенная связь в доистории человека [Текст] / Фатыхов С. Г. // Вопросы культурологии. Научно-практический и методический журнал, — 2009, № 8. — С. 26-28 (0,35 п.л.). — ISSN 20739702.
- Фатыхов, С. Г. Матрифеноменные истоки прототехнических опытов первобытного человека [Текст] / С. Г. Фатыхов // Личность. Культура. Общество, Т. 11. — 2009. — Вып. 4 (51-52). — С. 493—499 (0,6 п.л.).
- Фатыхов, С. Г. Матрифеноменный смысл ландшафтно-рукотворных святилищ [Текст] / С. Г. Фатыхов // Вестник Челяб. гос. ун-та. — 2009. — Вып. 15 (49). — С. 31-34 (0,6 п.л.). — ISSN 19942796.
- Фатыхов, С. Г. Трансформации доминантного права и таврогамия [Текст] / С. Г. Фатыхов // Вестник Челяб. гос. ун-та. — 2010. — Вып. 16.-С. 45-49 (0,8 п.л.). — ISSN 19942796.
- Фатыхов, С. Г. Обряды инициаций как акт творения традиций и социальной ответственности [Текст] / С. Г. Фатыхов // Обсерватория культуры. — М.: РГБ; «Информкультура». — 2010, № 2. — С. 129—132 (0,4 п.л.). — ISSN 20723156.
- Фатыхов, С. Г. Матриархально-матрифеноменные истоки любви и её психобиологическая сущность [Текст] / С. Г. Фатыхов // Личность. Культура. Общество, — 2010. — Т. 12. Вып. 1 (53-54). — С. 334—339 (0,5 п.л.). — ISSN 1606-951X.
- Фатыхов, С. Г. Проблема элементарного социума человека и начала смыслотворения [Текст] / С. Г. Фатыхов. — Вестник МГУКИ. — 2009, № 4 (30). — С. 19-24 (0,6 п.л.). — ISSN 19970803.
- Фатыхов, С. Г. Кибернетические уровни культуры: фантазии или реальность? [Дискуссионная статья о кибернетической шкале культурных этапов, предложенной С. Н. Гринченко] / С. Г. Фатыхов // Вестник Челяб. госуд. акад. культуры и искусств. — 2009. — № 3 (19). — С. 64-68 (0,5 п.л.).
- Фатыхов, С. Г. Философско-антропологическая интерпретация ритуальных жертвоприношений [Текст] / С. Г. Фатыхов // Вестник Челябинской государственной академии культуры и искусств, 2012. — Вып. 2 (30). — С. 59-63. (0,8 п.л.). — ISSN 18159176.
- Фатыхов, С. Г. Генетический код поэзии [Общекультурная проблематика современности, авестийская этимология и топонимика матриархальных времен] [Текст] / Салим Фатыхов [постановка вопросов: Нина Ягодинцева] // Вестник Челяб. госуд. акад. культуры и искусств. — 2010. — № 1 (21). — С. 104—112 (0,9 п.л.).
- Фатыхов, С. Г. Трансформация доминантного права и таврогамия / Фатыхов С. Г. — Вестник Челябинского государственного университета. 2010. № 1. С. 45-49.
- Фатыхов, С. Г. Языковая схожесть — следствие коммуникационного взаимодействия или атавизм ностратического корня? [Текст] / С. Г. Фатыхов // Чет тилларии укитишда коммуникатив ёндашув: тил, тафаккур, маданият: маколалар туплами ва нашрга тайёрловчи: М. И. Гадоева, Бухоро, 2016. — 456 бет. 798 [Сборник статей и материалов по итогам Международной конференции в Бухарском государственном университете, состоявшейся 25 — 26 ноября 2016 г. в Бухаре (Узбекистан)]. — 432—443. (0,9 п.л.).
- Фатыхов, С. Г. Философско-культурологическое осмысление истоков проторелигиозного сознания человека [Текст] / Вестник культуры и искусств, № 3. (50). Научное издание ЧГИК. — Челябинск, 2017.
- Фатыхов, С. Г. Изобразительные средства информационного взаимодействия и наследования в доисторической культуре / С. Г. Фатыхов // Сборник материалов международной научно-теоретической и практической конференции «Вопросы искусства и культуры в историческом наследии ученых и мыслителей средневекового востока»: Государственный институт искусств и культуры Узбекистана, 5-7 мая 2018 года. — Ташкент: «Издательство Наврўз» 2018. — C.63-67.

В других изданиях:
- Фатыхов, С. Г. Нравственность веков [Рецензия на монографию научного сотрудника Института истории АН СССР В. Ф. Зыбковца «Происхождение нравственности»] / С. Г. Фатыхов. — Навои: «Индустриальный Навои», 27 августа 1974 (0,2 п.л.).
- Фатыхов, С. Г. Из глубины столетий [Культурологический анализ подъемного материала на палеолитических стоянках плато Джиноты в Узбекистане] / С. Г. Фатыхов. — Навои: «Индустриальный Навои», 23 августа 1975, № 103 (0,2 п.л.).
- Фатыхов, С. Г. Сириус на скалах Сармыша? Догадки, предположения / С. Фатыхов // «Индустриальный Навои». — 1977. — 23 авг. — фот. — (Памятникам старины — всенародную охрану). Статья о мотивах и образах уникального петроглифа в урочище Сармыш.
- Фатыхов, С.Г., Шалатонин, Б. С. Древнейший водопровод Согдианы? [Об открытии авторами в Карнабской долине акведука I тыс. до н. э.] / Б. С. Шалатонин, С. Г. Фатыхов. — Навои: «Индустриальный Навои», 24 декабря 1977 (0,4 п.л.).
- Фатыхов, С. Г. Карнабский подземный водосборник [Акведук ранней античности и развалины храма богини Анахиты] / Б. С. Шалатонин [фото], С. Г. Фатыхов // Материалы научно-технич. и теоретич. конференции (26-28 апреля). — Навои, 1978. — С. 130—134 (0,2 п.л.).
- Фатыхов, С.Г. О чём рассказала терракота? Путешествие в мир прекрасного [О находке автором античной терракотовой статуэтки богини на склонах Афрасиаба] / С. Г. Фатыхов. — «Индустриальный Навои», сентябрь 1978 (0,3 п.л.).
- Фатыхов, С.Г., Шалатонин, Б. С. Водопровод Согдианы [Дополнительные материалы к открытию Карнабского акведука] / Б. С. Шалатонин, С. Г. Фатыхов. — Ташкент: «Правда Востока», 13 июня 1978 (0,4 п.л.).
- Фатыхов, С.Г., Шалатонин Б. С. Тайна столовой горы: Наш краеведческий университет [О находке курганов бронзового века на вершине уникального геологического объекта с морскими окаменелостями] / Б. С. Шалатонин, С. Г. Фатыхов. — «Индустриальный Навои», 7 февраля 1978 (0,3 п.л.).
- Фатыхов, С.Г. О «святых» местах: Уроки атеизма [Анализ обнаруженных автором свидетельств доисламских верований в Зарафшанской длине] / С. Г. Фатыхов. — Навои: «Индустриальный Навои», 16 марта 1978 (0,2 п.л.).
- Фатыхов, С. Г. Дороги и тайны: Очерки краеведа [Текст] / С. Г. Фатыхов. — Навои: «Индустриальный Навои», 1979, № 86-93 (4 п.л.).
- Фатыхов, С.Г. О почитаемых деревьях и камнях (из окрестностей г. Навои) [Языческие, матриархальные представления о необыкновенных объектах природы]. / С. Г. Фатыхов // Научно-технич. прогресс в развитии городов Узбекистана. — Навои, 1979. — С. 44-45 (0,1 п.л.).
- Фатыхов, С.Г. «Святые» объекты природы в окрестностях г. Навои [О матриархальной сакрализации ландшафтных зон и объектов / Б. С. Шалатонин [фото], С. Г. Фатыхов // Научно-технич. прогресс в развитии городов Узбекистана. — Навои, 1979. — С. 39-40 (0,1 п.л.).
- Фатыхов, С. Г. Имя твое, богиня? [Текст] / С. Г. Фатыхов. — Навои: «Знамя дружбы», 8 марта 1983.
- Фатыхов, С. Г. Находка в Пода-хона [Текст] / С. Г. Фатыхов. — Навои: «Знамя дружбы», 30 июля 1985 (0,01 п.л.).
- Фатыхов, С. Г. Созвучие душ: 90 лет со дня рождения С. А. Есенина [Текст] / С. Г. Фатыхов. — Навои: «Знамя дружбы», 19 октября 1985 (0,2 п.л.).
- Фатыхов,С. Г. Люди, скалы и боги [Очерки интерпретации петроглифов урочища Сармыш] / С. Г. Фатыхов. — Навои: «Знамя дружбы», 1988, № 145—149 (3 п.л.).
- Фатыхов, С.Г. В ущелье Каратау [Об открытии автором палеолитической стоянки у неолитических разработок кремня в Учтуте] / С. Г. Фатыхов. — Навои: «Знамя дружбы», 1988, № 204—205 (0,8 п.л.).
- Фатыхов, С. Г. Сармыш: наследие Великой Скифии / С. Фатыхов // «Правда Востока». — 1992. — (История и современность).
- Фатыхов, С. Г. История женской красоты [Текст] / С. Г. Фатыхов. Ташкент: «Звезда Востока». — 1993. — № 5-6. — С. 173—189. (0,8 п.л.).
- Фатыхов, С. Г. Память веков на скалах [Петроглифы и матриархальные представления человека эпохи бронзы] / С. Г. Фатыхов. — Ташкент: «Узбекистон». — 1993. — № 4. — С. 51-53 (0,07 п.л.).
- Фатыхов, С. Г. Истина на двоих, или История одной фамилии / С. Фатыхов // «Правда Востока». — 1993. — 4 мая. — (Судьбы людские). Большая статья об истории фамилии Ган, ведущей начало от Иогана Августа, «земляка и одногодка» Екатерины II, перешедшего на русскую службу в Петербургский почтамт канцеляристом в 1757 г. Самое знаменитое имя среди Ганов — это, безусловно, Елена Петровна Ган-Блаватская…
- Фатыхов, С. Г. Кем же Вы были, прапорщик Ган? Или Продолжение истории одной фамилии / С. Фатыхов // «Правда Востока». — 1993. — 21 авг. — 2 фот. — (Возвращение к теме).
- Фатыхов, С. Г. История женской красоты / С. Г. Фатыхов // «Звезда Востока». — 1993. — № 5-6. — С. 173—189.
- Фатыхов, С. Г. Память веков на скалах / С. Г. Фатыхов // журнал «Узбекистон». — 1993. — № 4. — С. 51-53. Статья о петроглифах и матриархальных представлениях человека эпохи бронзы.
- Fatykhov S. History Engraved in Stone [Обзор петроглифов матриархальной эпохи] / Uzbekistan Airways, 1993, № 4. — Р. 51-52 (вместе с фото 0,07 п.л.).
- Фатыхов, С. Г. Заявить с новой силой: Слово с первой полосы [О состоянии науки в Узбекистане после развала СССР]. — Ташкент: «Правда Востока», 1993 (0,3 п.л.).
- Фатыхов, С.Г. В поисках эталона: Женщина история красоты и тела [Текст] / С. Г. Фатыхов. — Москва: «Рабочая трибуна», 23 сентября 1993 (0, 6 п.л.).
- Фатыхов, С. Г. История материнства / С. Г. Фатыхов // «Русский дом». — 1995. — № 31 (сент.). — ил. Вниманию читателей представлены фрагменты рукописи «История женщины», которая планировалась к печати московским издательством «Гелиос».
- Фатыхов, С. Г. История женщины: (Фактол. опыт) / С. Г. Фатыхов // «Литературная Россия». — 1999. — 23 июля (№ 38). — С. 12-14.
- Фатыхов, С. Г. От Евы и до… [О методе исследования истории женщины и о семизвенной доисторической материнской семье] / С. Г. Фатыхов // УРФО: «Уральский федеральный округ»: Общественно-политический журнал. — Екатеринбург, август 2004. — № 8 (0,4 п.л.).
- Фатыхов, С.Г. О роли женщины в происхождении разума / С. Г. Фатыхов // «Социум и власть». — 2004. — № 4. — С. 82-86.
- Фатыхов, С. Г. Социокультурные аспекты антропологии «женского» [Текст] / С. Г. Фатыхов // VI конгресс этногр. и антропологов России, СПб, 28 июня-2 июля . Тез. докл. — Отв. ред. Ю. К. Чистов. СПб.: МАЭ РАН, 2005. — С. 293 (0,02 п.л.).
- Фатыхов, С.Г. О «Мировой истории женщины» [Текст интервью] / С. Г. Фатыхов. — «Автограф». — Челябинск-АРТ, 2005. — № 3 (25). — 103 с.; ил. — С. 11-16 (0,7 п.л.). — ББК 8.
- Фатыхов, С. Г. Постижение времени [Текст]: рецензия / С. Фатыхов // «Уральский федеральный округ». — 2005. — N5/6. — С. 45.
- Фатыхов, С. Г. Рец. на кн.: Лютов В. «Петр Сумин. Штрихи к политическому портрету» / Лютов В., Вепрев О. — Челябинск: Аркаим. — 2005 (0,4 п.л.).
- Фатыхов, С. Г. Миф и магия как социальная предпосылка религиозности / С. Г. Фатыхов // «Социум и власть». — 2005. — № 1. — С. 96-100.
- Фатыхов, С. Г. Антропология и культура матриархальности: автореф. дис. … канд. культурологии: 24.00.01 — теория и история культуры / С. Г. Фатыхов; Челяб. гос. акад. культуры и искусств. — Челябинск, 2006. — 29 с. — Библиогр.: с. 29 (6 назв.).
- Фатыхов, С. Г. Матриархальная семантика каменной графики неолита [Текст] / С. Г. Фатыхов. — «Вестник Челяб. госуд. акад. культуры и искусств». — 2006. — № 1 (9). — С. 157—164 (0,4 п.л.).
- Фатыхов, С. Г. Тайны Игнатиевской пещеры [Гипотетическая реконструкция обрядов женских инициаций в палеолите] [Текст] / С. Г. Фатыхов // Живая планета. — «Веси». Изд. под патронатом Всемирной федер. ассоц. центров и клубов ЮНЕСКО). Екатеринбург. — 2007, № 1. — С. 35-44 (0,8 п.л.).
- Фатыхов, С. Г. Сакральные смыслы «Острова Веры» [Матриархальные памятники на озере Тургаяк] [Текст] / С. Г. Фатыхов // Живая планета. — «Веси». Изд. под патронатом Всемир. федер. ассоц. центров и клубов ЮНЕСКО). Екатеринбург. — 2008, № 8. С. 90-94 (0,7 п.л.).
- Фатыхов, С. Г. Зороастрийско-индоарийские и раннехристианские мотивы в семантике одного графического архетипа матери-прародительницы [Текст] / С. Г. Фатыхов // Социокультурная реальность: спектр аналитических подходов: [сб. науч. тр.]. — Челяб. госуд. акад. культуры и искусств. — Челябинск: ЧГАКИ: Гротеск, 2008. — 303 с. — С. 250—259 (0,5 п.л.).
- Фатыхов, С. Г. Женщина. Апофеоз / С. Г. Фатыхов, М. С. Фонотов // «Челябинский рабочий». Интервью XXI века: (сб. интервью) / Б. Н. Киршин. — Екатеринбург, 2008. — С. 318—320: ил.; «Челябинский рабочий», 2 февраля 2002 (0,5 п.л.). — ББК 65.9 (2Р-4Чел).
- Фатыхов, С. Г. Из декрета Саратовского губернского совета народных комиссаров / С. Фатыхов // «Российская газета». — 2008. — 17 июля. — С. 20.
- Фатыхов, С. Г. Мать-прародительница — кто она? [Текст] / С. Г. Фатыхов // Женская гендерная история Отечества: новые проблемы и перспективы. — Материалы межд. науч. конференции. 19-21 июня 2009, г. Петрозаводск. — Ин-т этнологии и антропологии им. Н. Н. Миклухо-Маклая РАН. — М.: ИЭА РАН, 2009. — С. 37-38 (0,07 п.л.).
- Фатыхов, С. Г. Матрифеноменность матриархальной эпохи [Текст-сообщение] / С. Г. Фатыхов. — VIII Конгресс этнографов и антропологов России: тезисы докладов. Оренбург, 1-5 июля 2009 // редк.: В. А. Тишков [и др.]. — Оренбург: Издательский центр ОГАУ, 2009. — 600 с. — С. 527 (0,05 п.л.).
- Фатыхов, С. Г. Матриархальная семантика уникального петроглифа урочища Сармыш [Текст-сообщение] / С. Г. Фатыхов. — VIII Конгресс этнографов и антропологов России: тезисы докладов. Оренбург, 1-5 июля. // редк.: В. А. Тишков [и др.]. — Оренбург: Изд. центр ОГАУ, 2009. — 600 с. — С. 527—528 (0,05 п.л.).
- Фатыхов, С. Г. Богиня на скале — кто она? Расслоение смыслов / С. Фатыхов // Веси. — 2009. — № 6. — С. 23-28. — (Лики времени); То же // Живая планета. — «Веси» — 2009. — № 6. — С. 23-28.
- Фатыхов, С. Г. Мегалиты Южного Урала как историко-культурное и природное наследие региона [Мегалиты, женские божества и символы] [Текст] / С. Г. Фатыхов // Грибушинские чтения-2011. На стыке традиций, эпох, континентов. — Тезисы докладов и сообщений VIII Всероссийской научно-практической конференции. — Кунгур, 19- 23 апреля 2011 г. — С. 89 — 92 (0,3 п.л.).
- Фатыхов, С. Г. Исторический вклад (женщины) в науку и культуру [Текст] / С. Г. Фатыхов // Живая планета. — «Веси». Издается под потранатом Всемирной федерации ассоциаций, центров и клубов ЮНЕСКО: Екатеринбург. — 2011, № 7. С.110-114. (0,4 п.л.).
- Фатыхов, С. Г. Материнский феномен в культурогенезе (Гипотетическое моделирование и осмысление первоначал: автореф. дис. … док. культурологии: 24.00.01 — теория и история культуры / С. Г. Фатыхов; Челяб. гос. акад. культуры и искусств. — Челябинск, 2011. — 41 с.
- Фатыхов, С. Г. Антропогенез в аспекте матрифеноменности (взгляд культуролога) [Текст] / С. Г. Фатыхов // Первобытные древности Евразии: к 60-летию Алексея Николаевича Сорокина. — М.: ИА РАН, 2012. — 840 с.: ил. — С. 785—798 (1,4 п.л.). — ISBN 978-5-94375-135-6.
- Фатыхов, С. Г. Сакральный образ рыцаря культуры [Текст] / С. Г. Фатыхов // Цукерман Владимир Самойлович: библиогр. Указ. // ФГ БОУ ВПО «Челяб. гос. акад. культуры и искусств». — Челябинск, 2012. — 101 с. — С. 7 — 11 (0,4 п.л.). — ISBN 978-5-94839-3 48-3.
- Фатыхов, С. Г. Граждане не еретики. У каждого из нас есть выбор! / С. Фатыхов // Mega-u.ru: информ. агентство Мега-Урал: офиц. сайт. — Режим доступа: mega-u.ru/node/20948. — Дата публикации: 28.02.2012. — Дата обращения: 20.04.2017.
- Фатыхов, С.Г. О роли журналистов в хронологии бытия / С. Фатыхов // Mega-u.ru: информ. агентство Мега-Урал: офиц. сайт. — Режим доступа: mega-u.ru/node/23336. — Дата публикации: 30.07.2012. — Дата обращения: 20.04.2017.
- Фатыхов, С. Г. Отзыв о книге Николая Бондаренко «Стихотворения в дереве» / С. Г. Фатыхов / Художественно-исторический альманах «Письма о Ташкенте». 18.3.2012. . — Режим входа: http://mytashkent.uz/2012/03/18/otzyiv-o-knige-nikolaya-bondarenko-stihotvoreniya-v-dereve/
- Фатыхов, С. Г. На изломе цивилизаций [Предисловие к книге С. И. Недвиги] / Недвига С. И. «Да, скифы мы…». Очерки истории народов, населявших Северное Приазовье. — Екатеринбург: Банк культурной информации, 2013. — 256 с.: ил. — ISBN 978-5-7851-0801-1.
- Фатыхов, С. Г. Инициальная таврогамия в семантике палеолитического сюжета из Игнатиевской пещеры / С. Г. Фатыхов / Шестые Лазаревские чтения: «Лики традиционной культуры в начале XXI столетия»; материалы междунар. науч. конф. Челябинск, 26-27 февр. 2013 г.: в 2 ч. / Челяб. гос. акад. культуры и искусств; сост. Л. Н. Лазарева. — Челябинск, 2013. — Ч. I. — 335 с. — С. 311—319.
- Фатыхов, С. Г. Почему метеориты нацелены на Южный Урал? Размышление ученого / С. Г. Фатыхов. — «Южный Урал». — Литературный альманах Челябинского отделения СП России, № 9 (40). — Челябинск, 2013. — С. 63-64 с.
- Фатыхов, С. Г. Однажды 40 влюбленных… Что делали «чильтаны» в урочище Чильляби? [Об этимологии слова «Челябинск»] [Текст интервью] / Салим Фатыхов [постановка вопросов: Марат Гайнуллин] // «Южноуральская панорама». — 2013. — № 128 (3127). — С. 22 (0,3 п.л.).
- Фатыхов, С. Г. Ждет ли нас апокалипсис в новой информационной среде? [Текст] / С. Г. Фатыхов / Кризис чтения: энергия преодоления: Сборник научно-практических материалов // Редактор-составитель В. Я. Аскарова. — М.: МЦБС, 2013. — 320 с. — ISBN 978-5-91515-053-1 (ошибоч.) . — С. 24 — 32 (08, п.л.).
- Фатыхов, С. Г. Павел Шуф и его «Хайям в афинской школе» (Слово от первого читателя) [Текст] / С. Г. Фатыхов / Художественно-исторический альманах «Письма о Ташкенте» . — Режим входа: https://web.archive.org/web/20130328055531/http://mytashkent.uz/2013/03/24/pavel-shuf-i-ego-xajyam-v-afinskoj-shkole-ili-parnas-name/#more-41890. Дата публикации: 24.3.2013.
- Фатыхов, С.Г. К вопросу локализации евразийской прародины индоиранской культуры в рамках южноуральской экосистемы [Текст] / С. Г. Фатыхов. — Горизонты цивилизации: Материалы Пятых аркаимских чтений (Аркаим, 27-30 мая 2014 г.) под. Ред. д-ра филол. наук, проф. М. В. Загидулиной. — Челябинск: Эн-циклопедия, 2014. — 368 с. — С. 278—287].
- Фатыхов, С. Г. Женщина — первая, мужчина — второй (культурологические оценки текущих гендерных проблем) [Текст ] / Салим Фатыхов, Михаил Фонотов [Постановка вопросов ] // «Челябинский рабочий». — 23. 6. 2014 г. (0,3 п.л.).
- Фатыхов, С. Г. Чёрная икра для 7 миллиардов (О проблеме системного руководства и о сохранении национальных культур как способе бесконфликтного существования народов Земли) [Текст] / Салим Фатыхов, Эльдар Газизулин [Постановка вопросов] // «Аргументы и факты-Челябинск». 24. 9. 2014 г. — (03, п.л.).
- Фатыхов, С. Г. Мы «Словом» болеем и «Словом» живём: о книге южноуральского исследователя В. В. Поздеева «Слово о полку Игореве» / С. Г. Фатыхов // Второй международный интеллектуальный форум «Чтение на евразийском перекрёстке»: материалы форума / М-во культуры Челяб. обл., ФГБОУ ВПО «Челябинская государственная академия культуры и искусств»; сост. В. Я. Аскарова, Т. О. Бобина, Ю. В. Гушул. — Челябинск, 2014. — С. 204—210. — Библиогр.: 7 назв.
- Фатыхов, С. Г. Феномен Комплекса матери-прародительницы и его родство с «теорией бабушек» [Текст] / С. Г. Фатыхов. — Материалы XIV Международного научно-творческого форума «Молодёжь в науке и культуре XXI века». — Челябинск: ЧГАКИ, 2015.
- Фатыхов, С. Г. Крушение матриархальной эпохи и мизогиния: культурологический аспект [Текст] / Культура — искусство — образование: научные и прикладные аспекты: XXXVI науч.-практ. конф. проф.-преподават. состава акад. (Челябинск, 6 февр. 2015 г.) / сост. А. В. Штолер ; Челяб. гос. акад. культуры и искусств. — Челябинск, 2015. — С. 417—423. — Библиогр.: 11 назв.
- Фатыхов, С. Г. Каримов был системным руководителем, а не человеком, случайно получившим высокую должность [Текст интервью] / Салим Фатыхов, Андрей Сафонов [Постановка вопросов] // Информационно-аналитический портал «Медиазавод»: 03. 09. 2016 г. — (05, п.л.). — : mediazavod.ru/…/salim-fatykhov-karimov-byl-sistemnym-rukovoditelem-a-ne-chelo…
- Фатыхов, С.Г. К вопросу прародины ариев [Текст] / С. Г. Фатыхов // Евразийство: взгляд с Южного Урала: сб. ст. / сост. К. А. Шишов. — Челябинск, 2016. — 211 с. — С. 107—114 (0,8 п.л.).
- Фатыхов, С. Г. Кирилл Шишов: как мыслит он «В своём Отечестве…»? / Рецензия на книгу К. А. Шишова «В своём Отечестве…» // Издание Ассоциации писателей Урала: 23. XI. 2017. — . — Режим входа: https://web.archive.org/web/20190421020430/http://aspuris.ru/salim-fatyhov-o-knige-kirilla-shishova/
- Фатыхов, С. Г. Инженерный диалог со строителями пирамид / Фатыхов, С.Г. — С. 342—344 [Послесловие к книге А. М. Ярощука «Инженерный диалог с архитекторами пирамид (Мои сенсационные открытия в пирамидах Египта. Факты, версии, доказательства)»; Под ред. Л. И. Суворовой. — Кемерово: АИ «Кузбассвузиздат», 2018. — 347: ил. — ISBN 978-5-202-01422-2.
- Фатыхов С. Г. Тюркско-скифские амазонки: кто они? [Текст] / С. Г. Фатыхов. / Россия — Узбекистан. Международные образовательные и социально-культурные технологии: векторы развития: сб. материалов междунар. науч. конф. / под общ. ред. В. Я. Рушанина; сост. Б. С. Сафаралиев. — Челябинск: ЧГИК, 2019. — 243 с. — ISBN 978-5-94839-711-5 — С. 116—120.